# Peltogyne mexicana
Peltogyne mexicana är en ärtväxtart som beskrevs av Maximino Martinez. Peltogyne mexicana ingår i släktet Peltogyne och familjen ärtväxter. Inga underarter finns listade i Catalogue of Life.